# ۱۲۱۲ (خورشیدی)
۱۲۱۲ هزار و دویست و دوازدهمین سال هجری خورشیدی است.

## زادگان
- عزت‌الدوله؛ شاهزاده قاجار، دختر محمدشاه و مهدعلیا (درگذشته ۱۲۸۴)

## درگذشتگان
- ۳ آبان – شاهزاده عباس میرزا، پسر و ولیعهد فتحعلی‌شاه قاجار (زادهٔ ۱۱۶۸)